# The Well Below the Valley
The Well Below the Valley è il secondo album del gruppo musicale irlandese Planxty, pubblicato dall'etichetta discografica Polydor Records nel 1973 a distanza di qualche mese dal loro disco d'esordio.

## Tracce
Lato A
1. Cúnla – 3:58 (Tradizionale)
2. Pat Reilly – 3:18 (Tradizionale)
3. Slip Jigs : The Kid on the Mountain / An Phis Fhliuch – 3:52 (Tradizionale)
4. As I Roved Out – 5:21 (Andy Irvine)
5. Reels : The Dogs Among The Bushes / Jenny's Wedding – 2:40 (Tradizionale)
6. The Well Below the Valley – 5:35 (Tradizionale)

Lato B
1. Hewlett – 2:34 (Tradizionale)
2. Bean Pháìdin – 3:46 (Tradizionale)
3. Hornpipes: Fisherman's Lilt / Cronin's Hornpipe – 3:18 (Tradizionale)
4. As I Roved Out – 3:52 (Christy Moore)
5. Solo Jig : Humours of Ballyloughlin – 2:14 (Tradizionale)
6. Time Will Cure Me – 5:26 (Andy Irvine)

## Formazione
- Christy Moore - chitarra, bodhrán, voce
- Liam O'Flynn - uilleann pipes, tin whistle
- Donal Lunny - chitarra, bouzouki, armonica, voce
- Andy Irvine - bouzouki, mandolino, banjo, voce